# Васина-Гроссман, Вера Андреевна
Вера Андреевна Васина-Гроссман (1908, Рязань — 1990, Москва) — советский музыковед, Заслуженный деятель искусств РСФСР. Доктор искусствоведения.

## Биография
Родилась 5 марта 1908 года[по какому календарю?] в Рязани. Училась в Рязанском музыкальном техникуме (ныне Рязанский музыкальный колледж им. Г. и А. Пироговых). В 1931 году завершила обучение в областном музыкальном техникуме по классу фортепиано в Москве. В 1938 году окончила высшее музыкальное учебное заведение, завершив учёбу на историко-теоретическом факультете Московской государственной консерватории имени П. И. Чайковского. Обучение проходила в классе преподавателя В. Э. Фермана.
С 1939 года стала работать преподавателем истории музыки в Центральной музыкальной школе-десятилетке; с 1944 года — доцент. С 1939 по 1941 годы работала также преподавателем Центрального заочного музыкально-педагогического института. С 1942 по 1957 годы преподавала историю музыки в Московской консерватории.
С 1949 года работала в должности старшего научного сотрудника Института истории искусств Министерства культуры СССР.
В 1969 году была удостоена звания «Заслуженный деятель искусств РСФСР», с 1954 года доктор искусствоведения.
В 1938—1939 годах литературный сотрудник газеты «Советское искусство». Вера Андреевна является автором многих статей, опубликованных в журнале «Советская музыка», и разделов о камерно-вокальном искусстве и киномузыке в коллективных научных трудах: «История русской советской музыки» (1956—1963); «Русская художественная культура конца 19 — начала 20 в.» (1968); «История музыки народов СССР», тт. I—IV (1970—1973).
Умерла в Москве в 1990 году.

## Научные труды и монографии
- Лирика Пушкина и пути русского романса // «Советская музыка». — 1949. — № 7;
- Первая книжка о музыке. — М.-Л., 1951;
- Глинка и лирическая поэзия Пушкина // Глинка. — М., 1951;
- Вопросы мелодики в работах Б. В. Асафьева // Памяти академика Асафьева. — М., 1951;
- Русский классический романс XIX века. — М., 1956;
- Новое в творчестве Шостаковича // Советская музыка. — 1956;
- Жизнь Глинки. — М., 1957;
- Верди. Реквием. — М., 1955;
- Вокальные формы. — М., 1960, 1963;
- Книга для любителей музыки. — М., 1962, 1964;
- Романтическая песня XIX века (Австрия, Германия). — М., 1966;
- Polska poezja w piesni rosyjskiej // Polsko-rosyjskie Miscelanea muzyczne. — Warszawa, 1966;
- Мастера советского романса. — М., 1968;
- Рассказы о музыке, М., 1968;
- Музыка и поэтическое слово, ч. I — Ритмика, М., 1972.